# ديمي كات
ديمي كات (بالفرنسية: Dimie Cat)‏ (من موليد 28 أكتوبر 1984 في ليون، فرنسا) هي مغنية ومؤلفة أغاني فرنسية.

## روابط خارجية
- ديمي كات على موقع ميوزك برينز (الإنجليزية)
- ديمي كات على موقع ديسكوغز (الإنجليزية)